# Nassau (Bahames)

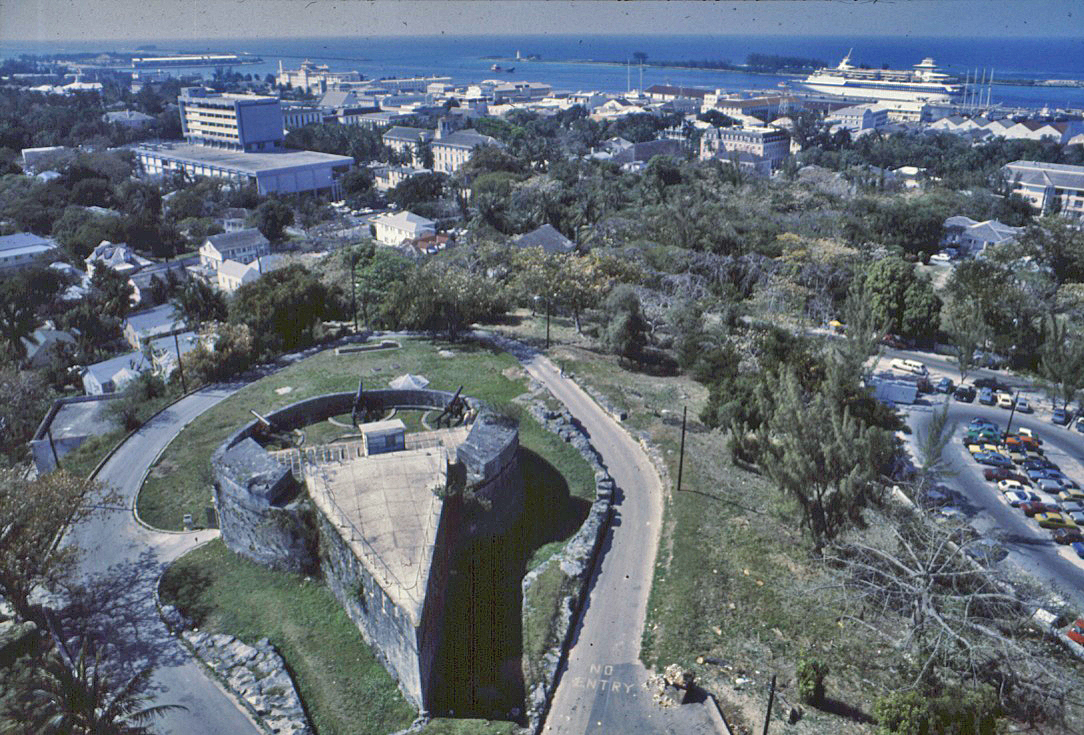
Vista aèria de Nassau, amb el fort Charlotte

Nassau és la capital de les Bahames. És el centre comercial i cultural de les illes i, amb una població de 274.000 habitants, n'és la ciutat més gran.
Situada a l'illa de Nova Providència, a 25° 4′ N i 77° 20′ W, Nassau té un port atractiu i molt transitat. El clima tropical i la bellesa natural de les Bahames han fet de Nassau una popular destinació turística, amb una reputada calma durant les hores de sol i una excitant vida nocturna.
Nassau fou fundada pels britànics a mitjan segle xvii amb el nom de Charles Towne, però se li va canviar el nom per Nassau en honor del rei Guillem III d'Orange-Nassau el 1695. Durant el segle xviii, fou un conegut cau de pirates; un dels més cèlebres que s'hi amagava fou Barbanegra. Nassau fou l'objectiu de nombrosos intents d'invasió per part dels espanyols a les acaballes del segle xviii, i el 1776 fou capturada i retinguda breument pels revolucionaris nord-americans.
L'aeroport internacional de Nassau, el més important de les Bahames, té connexions diàries amb les principals ciutats dels Estats Units, el Canadà, el Regne Unit i el Carib.

## Història
Nassauva ser fundada el 1670 per colons britànics i nomenada Charles Town, anomenada així en honor a rei Carles II d'Anglaterra. La ciutat era utilitzada com a assentament pirata i les illes circumdants com amagatalls, per la qual cosa va ser destruïda el 1684 per una flota espanyola dirigida per Juan de Alarcón, que va mantenir guarnició a l'illa fins que l'abandonaren a finals 1686. Després de ser reconstruïda el 1695 pel governador Nicholas Trott, va ser rebatejada amb el nom actual, en honor a Guillem III d'Anglaterra, membre de la casa neerlandesa d'Orange-Nassau, que en aquells moments governava Anglaterra, Escòcia i Irlanda.
Els problemes de pirateria no s'havien resolt. Per aturar les incursions d'una vegada, el 1703 les forces espanyoles i francesos van destruir la colònia, repetint els atacs el 1703, 1704 i 1706. Del 1703 al 1718 no hi va haver cap governador legítim a la colònia. Els pirates van reconstruir l'assentament sense el reconeixement anglès, i el 1713 unes Bahames poc poblades s'havien convertit en un refugi pirata conegut com a New Providence, destacant com a caps Thomas Barrow, que es va declarar "Governador de New Providence" i Benjamin Hornigold, que van proclamar a Nassauuna república pirata. Alguns dels pirates que van utilitzar Nassau com a base foren Charles Vane, Benjamin Hornigold, Calico Jack Rackham, Anne Bonny, Mary Read i l'infame Edward Teach, més conegut com a "Barba Negra".
El 1718 els britànics van intentar recuperar el control de les illes i van nomenar el capità Woodes Rogers com a governador reial. Va combatre amb èxit els pirates, va reformar l'administració civil i va restablir el comerç. Rogers va netejar Nassau i va reconstruir el fort, utilitzant la seva pròpia riquesa per intentar superar els problemes. El 1720 els espanyols van atacar Nassau, però no van aconseguir capturar la ciutat i l'illa. El primer govern parlamentari de les Bahames es formà el 1728 i es va establir a Nassau. En els anys següents la ciutat es va beneficiar de la Guerra de l'Orella de Jenkins (1739-1742) i la Guerra dels Set Anys (1756-1763), al convertir-se en un important punt per al trànsit de contraban.
El 1776 la batalla de Nassau va donar lloc a una breu ocupació pels estatunidencs durant la Guerra de la Independència. El 1782 Espanya va capturar Nassau per darrera vegada quan Don Juan de Cagigal, governador general de Cuba, va atacar New Providence amb 5.000 homes. Andrew Deveaux, un loyalist estatunidenc que es va traslladar a l'illa, va recuperar Nassau amb 220 homes i 150 mosquets. Deveaux va obligar a l'Imperi Espanyol a rendir-se el 18 d'abril de 1783. Temps després Espanya i Gran Bretanya, van signar el Tractat de Paris, pel qual es reconeixia la possessió britànica de les Bahames i l'espanyola de Florida.
Durant la Guerra Civil dels Estats Units, Nassau va funcionar com a port per evadir el bloqueig que els unionistes havien imposat al bàndol confederat. Es van establir rutes comercials des de Nassau cap a ports de la costa meridional dels Estats Units, cosa que va permetre continuar el comerç amb la Confederació.
En 1892 es va col·locar la primera línia telegràfica entre la Florida i Nassau. Durant la Llei Seca als Estats Units (1919-1933) Nassau va experimentar un important auge econòmic, a causa del contraban d'alcohol.
L'auge del turisme va començar duran la dècada de 1950, quan l'alta societat estatunidenca va descobrir el paradís de vacances de les Bahames. La construcció de nombroses instal·lacions hoteleres va començar, i encara continua avui dia. A causa de la política fiscal permissiva de les Bahames es van instal·lar nombroses empreses financeres a la ciutat.

## Geografia
El port de Nassau, situat a l'illa de Nova Providència, ofereix una barreja de tradició i d'arquitectura colonial i un port molt concorregut. El clima tropical i bellesa natural de les Bahames han fet de Nassauuna destinació turística popular.
Nassau es va desenvolupar directament darrere de la zona portuària. New Providence proporciona 200 km² de terreny relativament pla i baix, tallat per serralades baixes (cap de les quals restringeix els assentaments). Al centre de l'illa hi ha diversos llacs poc profunds que estan connectats per les marees.
La proximitat de la ciutat als Estats Units (290 km a l'est-sud-est de Miami, Florida) ha contribuït a la seva popularitat com a lloc de vacances, sobretot després que els Estats Units va imposar la prohibició de viatjar a Cuba el 1963.

### Clima
Nassau té un clima de sabana tropical (Köppen: Aw), que limita amb un clima monsònic (Köppen: Am), amb estius càlids i humits i hiverns suaus i secs. Les temperatures són relativament constants al llarg de l'any. Durant l'estació humida, de maig a octubre, les temperatures màximes diürnes mitjanes són de 30 a 32 °C, mentre que durant l'estació seca, de novembre a abril, les temperatures diürnes oscil·len entre els 25 i els 27 °C. Les temperatures mínimes poques vegades baixen dels 15 °C.
| Dades climàtiques a Nassau (Aeroport Internacional Lynden Pindling), elevació: 7 msnm, extremes 1980-2012 | Dades climàtiques a Nassau (Aeroport Internacional Lynden Pindling), elevació: 7 msnm, extremes 1980-2012 | Dades climàtiques a Nassau (Aeroport Internacional Lynden Pindling), elevació: 7 msnm, extremes 1980-2012 | Dades climàtiques a Nassau (Aeroport Internacional Lynden Pindling), elevació: 7 msnm, extremes 1980-2012 | Dades climàtiques a Nassau (Aeroport Internacional Lynden Pindling), elevació: 7 msnm, extremes 1980-2012 | Dades climàtiques a Nassau (Aeroport Internacional Lynden Pindling), elevació: 7 msnm, extremes 1980-2012 | Dades climàtiques a Nassau (Aeroport Internacional Lynden Pindling), elevació: 7 msnm, extremes 1980-2012 | Dades climàtiques a Nassau (Aeroport Internacional Lynden Pindling), elevació: 7 msnm, extremes 1980-2012 | Dades climàtiques a Nassau (Aeroport Internacional Lynden Pindling), elevació: 7 msnm, extremes 1980-2012 | Dades climàtiques a Nassau (Aeroport Internacional Lynden Pindling), elevació: 7 msnm, extremes 1980-2012 | Dades climàtiques a Nassau (Aeroport Internacional Lynden Pindling), elevació: 7 msnm, extremes 1980-2012 | Dades climàtiques a Nassau (Aeroport Internacional Lynden Pindling), elevació: 7 msnm, extremes 1980-2012 | Dades climàtiques a Nassau (Aeroport Internacional Lynden Pindling), elevació: 7 msnm, extremes 1980-2012 | Dades climàtiques a Nassau (Aeroport Internacional Lynden Pindling), elevació: 7 msnm, extremes 1980-2012 |
| Mes | gen | febr | març | abr | maig | juny | jul | ag | set | oct | nov | des | anual |
| --- | --- | --- | --- | --- | --- | --- | --- | --- | --- | --- | --- | --- | --- |
| Màxima rècord °C (°F)                                                                                     | 32.1 (89.8)                                                                                               | 33.0 (91.4)                                                                                               | 33.0 (91.4)                                                                                               | 34.0 (93.2)                                                                                               | 38.0 (100.4)                                                                                              | 38.0 (100.4)                                                                                              | 36.0 (96.8)                                                                                               | 39.9 (103.8)                                                                                              | 36.0 (96.8)                                                                                               | 35.0 (95)                                                                                                 | 33.0 (91.4)                                                                                               | 32.0 (89.6)                                                                                               | 39.9 (103.8)                                                                                              |
| Màxima mitjana °C (°F)                                                                                    | 25.6 (78.1)                                                                                               | 26.1 (79)                                                                                                 | 26.9 (80.4)                                                                                               | 28.1 (82.6)                                                                                               | 29.9 (85.8)                                                                                               | 31.4 (88.5)                                                                                               | 32.4 (90.3)                                                                                               | 32.4 (90.3)                                                                                               | 31.9 (89.4)                                                                                               | 30.2 (86.4)                                                                                               | 27.9 (82.2)                                                                                               | 26.4 (79.5)                                                                                               | 29.1 (84.4)                                                                                               |
| Mitjana diària °C (°F)                                                                                    | 21.6 (70.9)                                                                                               | 21.9 (71.4)                                                                                               | 22.7 (72.9)                                                                                               | 23.9 (75)                                                                                                 | 25.8 (78.4)                                                                                               | 27.7 (81.9)                                                                                               | 28.5 (83.3)                                                                                               | 28.5 (83.3)                                                                                               | 27.9 (82.2)                                                                                               | 26.6 (79.9)                                                                                               | 24.5 (76.1)                                                                                               | 22.6 (72.7)                                                                                               | 25.2 (77.4)                                                                                               |
| Mínima mitjana °C (°F)                                                                                    | 17.4 (63.3)                                                                                               | 17.9 (64.2)                                                                                               | 18.6 (65.5)                                                                                               | 19.8 (67.6)                                                                                               | 21.6 (70.9)                                                                                               | 23.6 (74.5)                                                                                               | 24.4 (75.9)                                                                                               | 24.4 (75.9)                                                                                               | 24.1 (75.4)                                                                                               | 23.0 (73.4)                                                                                               | 20.9 (69.6)                                                                                               | 18.9 (66)                                                                                                 | 21.2 (70.2)                                                                                               |
| Mínima rècord °C (°F)                                                                                     | 6.0 (42.8)                                                                                                | 7.0 (44.6)                                                                                                | 7.0 (44.6)                                                                                                | 9.0 (48.2)                                                                                                | 9.0 (48.2)                                                                                                | 15.0 (59)                                                                                                 | 17.0 (62.6)                                                                                               | 18.0 (64.4)                                                                                               | 18.0 (64.4)                                                                                               | 15.0 (59)                                                                                                 | 11.0 (51.8)                                                                                               | 7.6 (45.7)                                                                                                | 6 (42.8)                                                                                                  |
| Precipitació mitjana mm (polzades)                                                                        | 49 (1.93)                                                                                                 | 50 (1.97)                                                                                                 | 65 (2.56)                                                                                                 | 63 (2.48)                                                                                                 | 115 (4.53)                                                                                                | 223 (8.78)                                                                                                | 150 (5.91)                                                                                                | 217 (8.54)                                                                                                | 182 (7.17)                                                                                                | 137 (5.39)                                                                                                | 79 (3.11)                                                                                                 | 52 (2.05)                                                                                                 | 1.382 (54,41)                                                                                             |
| Mitjana de dies de precipitació (≥ 1.0 mm)                                                                | 8 | 6 | 7 | 6 | 10 | 15 | 17 | 18 | 17 | 14 | 9 | 8 | 135 |
| Mitjana mensual d'hores de sol                                                                            | 226 | 224 | 251 | 282 | 282 | 240 | 267 | 260 | 222 | 236 | 219 | 211 | 2.920 |
| Font #1: Ogimet                                                                                           | | | | | | | | | | | | | |
| Font #2: Climatebase.ru (extremes)                                                                        | | | | | | | | | | | | | |

| Dades climàtiques a Nassau (Aeroport Internacional Lynden Pindling), elevació: 7 msnm, 1961-1990 normals i extremes | Dades climàtiques a Nassau (Aeroport Internacional Lynden Pindling), elevació: 7 msnm, 1961-1990 normals i extremes | Dades climàtiques a Nassau (Aeroport Internacional Lynden Pindling), elevació: 7 msnm, 1961-1990 normals i extremes | Dades climàtiques a Nassau (Aeroport Internacional Lynden Pindling), elevació: 7 msnm, 1961-1990 normals i extremes | Dades climàtiques a Nassau (Aeroport Internacional Lynden Pindling), elevació: 7 msnm, 1961-1990 normals i extremes | Dades climàtiques a Nassau (Aeroport Internacional Lynden Pindling), elevació: 7 msnm, 1961-1990 normals i extremes | Dades climàtiques a Nassau (Aeroport Internacional Lynden Pindling), elevació: 7 msnm, 1961-1990 normals i extremes | Dades climàtiques a Nassau (Aeroport Internacional Lynden Pindling), elevació: 7 msnm, 1961-1990 normals i extremes | Dades climàtiques a Nassau (Aeroport Internacional Lynden Pindling), elevació: 7 msnm, 1961-1990 normals i extremes | Dades climàtiques a Nassau (Aeroport Internacional Lynden Pindling), elevació: 7 msnm, 1961-1990 normals i extremes | Dades climàtiques a Nassau (Aeroport Internacional Lynden Pindling), elevació: 7 msnm, 1961-1990 normals i extremes | Dades climàtiques a Nassau (Aeroport Internacional Lynden Pindling), elevació: 7 msnm, 1961-1990 normals i extremes | Dades climàtiques a Nassau (Aeroport Internacional Lynden Pindling), elevació: 7 msnm, 1961-1990 normals i extremes | Dades climàtiques a Nassau (Aeroport Internacional Lynden Pindling), elevació: 7 msnm, 1961-1990 normals i extremes |
| Mes | gen | febr | març | abr | maig | juny | jul | ag | set | oct | nov | des | anual |
| --- | --- | --- | --- | --- | --- | --- | --- | --- | --- | --- | --- | --- | --- |
| Màxima rècord °C (°F)                                                                                               | 30.2 (86.4) | 31.5 (88.7) | 31.0 (87.8) | 32.9 (91.2) | 33.5 (92.3) | 34.0 (93.2) | 34.1 (93.4) | 35.0 (95) | 34.0 (93.2) | 33.2 (91.8) | 32.2 (90) | 30.4 (86.7) | 35 (95) |
| Màxima mitjana °C (°F)                                                                                              | 25.2 (77.4) | 25.3 (77.5) | 26.5 (79.7) | 27.7 (81.9) | 29.2 (84.6) | 30.7 (87.3) | 31.7 (89.1) | 31.8 (89.2) | 31.3 (88.3) | 29.7 (85.5) | 27.7 (81.9) | 25.9 (78.6) | 28.56 (83.42) |
| Mitjana diària °C (°F)                                                                                              | 21.1 (70) | 21.1 (70) | 22.2 (72) | 23.4 (74.1) | 25.3 (77.5) | 26.9 (80.4) | 27.9 (82.2) | 27.9 (82.2) | 27.3 (81.1) | 25.9 (78.6) | 23.8 (74.8) | 21.9 (71.4) | 24.56 (76.19) |
| Mínima mitjana °C (°F)                                                                                              | 16.7 (62.1) | 16.9 (62.4) | 17.7 (63.9) | 19.0 (66.2) | 21.0 (69.8) | 22.9 (73.2) | 23.7 (74.7) | 23.8 (74.8) | 23.6 (74.5) | 22.2 (72) | 20.0 (68) | 17.7 (63.9) | 20.43 (68.79) |
| Mínima rècord °C (°F)                                                                                               | 5.2 (41.4) | 7.7 (45.9) | 7.0 (44.6) | 9.2 (48.6) | 13.1 (55.6) | 15.0 (59) | 17.9 (64.2) | 18.0 (64.4) | 15.3 (59.5) | 13.3 (55.9) | 10.6 (51.1) | 5.3 (41.5) | 5.2 (41.4) |
| Precipitació mitjana mm (polzades)                                                                                  | 47.2 (1.858) | 40.3 (1.587) | 39.8 (1.567) | 53.8 (2.118) | 116.3 (4.579) | 232.9 (9.169) | 157.7 (6.209) | 215.9 (8.5) | 171.4 (6.748) | 175.5 (6.909) | 56.6 (2.228) | 51.8 (2.039) | 1.359,2 (53,511) |
| Mitjana de dies de pluja                                                                                            | 8 | 6 | 6 | 5 | 10 | 15 | 17 | 17 | 17 | 16 | 9 | 8 | 134 |
| Humitat relativa mitjana (%)                                                                                        | 78.0 | 78.0 | 76.0 | 74.0 | 77.0 | 79.0 | 77.0 | 79.0 | 81.0 | 80.0 | 78.0 | 78.0 | 77.9 |
| Mitjana mensual d'hores de sol                                                                                      | 220.1 | 212.8 | 257.3 | 276.0 | 269.7 | 231.0 | 272.8 | 266.6 | 213.0 | 223.2 | 222.0 | 213.9 | 2.878,4 |
| Mitjana diària d'hores de sol                                                                                       | 7.1 | 7.6 | 8.3 | 9.2 | 8.7 | 7.7 | 8.8 | 8.6 | 7.1 | 7.2 | 7.4 | 6.9 | 7.88 |
| Font: NOAA | | | | | | | | | | | | | |